# 納肖爾內特山
72°22′S 2°0′W / 72.367°S 2.000°W
納肖爾內特山是南極洲的山峰，位於毛德皇后地的瑪塔公主海岸，處於維達爾斯科倫山東北面11公里，挪威製圖師根據探險隊的測量和空中照片繪入地圖。